# ستيفان نيكوليتش (لاعب كرة قدم)
ستيفان نيكوليتش (14 مارس 1994 ببلغراد في إقليم القائد العسكري في صربيا - ) هو لاعب كرة قدم صربي في مركز الدفاع. لعب مع ملادوست بودغوريتسا ونادي باتشكا بالانكا ونادي فويفودينا.

## وصلات خارجية
- ستيفان نيكوليتش على موقع قاعدة بيانات كرة القدم.إي يو (الإنجليزية)
- ستيفان نيكوليتش على موقع Soccerway.com (الإنجليزية)